# La Drôme en armes
La Drôme en armes est un périodique français fondé notamment par Louis Aragon et Elsa Triolet. Il ne connut que cinq numéros, parus en 1944. 

## Dates des numéros
Le premier numéro date du 10 juin 1944, le deuxième du 1er août, le troisième du 26 août, le quatrième du 5 septembre.